# Dainis Krištopāns
Dainis Krištopāns (* 27. September 1990 in Ludza, Lettische SSR, Sowjetunion) ist ein lettischer Handballspieler, der meist auf Rückraum rechts eingesetzt wird.

## Karriere

### Verein
Der 2,15 m große und 135 kg schwere Linkshänder begann seine Karriere bei SK Latgols Ludza. Ab 2009 lief er für den slowakischen Spitzenklub HT Tatran Prešov auf, mit dem er 2010, 2011, 2012, 2013, 2014 und 2015 jeweils Meisterschaft und Pokal gewann. In der SEHA-Liga 2011/12 und 2013/14 erreichte er das Final Four und wurde 2013/14 mit 93 Toren in 17 Spielen drittbester Torschütze der Liga. International spielte Krištopāns in der Gruppenphase der EHF Champions League 2010/11, im Viertelfinale des EHF-Pokal 2011/12 sowie der Gruppenphase des EHF Europa Pokals 2012/13 und 2013/14. Ab Sommer 2015 stand er beim belarussischen Erstligisten Brest GK Meschkow unter Vertrag. Mit Brest GK Meschkow gewann er 2016 und 2017 sowohl die belarussische Meisterschaft als auch den belarussischen Pokal. Im Sommer 2017 schloss er sich dem nordmazedonischen Erstligisten RK Vardar Skopje an. Mit Vardar gewann er 2018 und 2019 die nordmazedonische Meisterschaft, 2018 den nordmazedonischen Pokal, 2019 folgten die Triumphe in der SEHA-Liga und der EHF Champions League. Von Februar 2020 an stand Krištopāns beim Bundesliga-Verein Füchse Berlin bis zum Ende der Saison unter Vertrag. Ab dem Sommer 2020 stand er beim französischen Verein Paris Saint-Germain unter Vertrag. Mit Paris gewann er 2021, 2022 und 2023 die französische Meisterschaft sowie 2021 und 2022 den französischen Pokal.
Zur Saison 2023/24 wechselte Krištopāns zum deutschen Bundesligisten MT Melsungen.

### Nationalmannschaft
Dainis Krištopāns steht im Aufgebot der Lettischen Nationalmannschaft. In der Qualifikation zur Handball-Weltmeisterschaft der Männer 2015 war er mit 33 Toren in sechs Spielen bester lettischer Torschütze. Bei der Europameisterschaft 2020 nahm Lettland erstmals an einem großen Turnier teil, schied aber bereits nach der Vorrunde aus, Krištopāns erzielte dabei 21 Treffer in drei Spielen. Er bestritt bisher 77 Länderspiele, in denen er 346 Tore warf.